# Deklaracja z Pillnitz

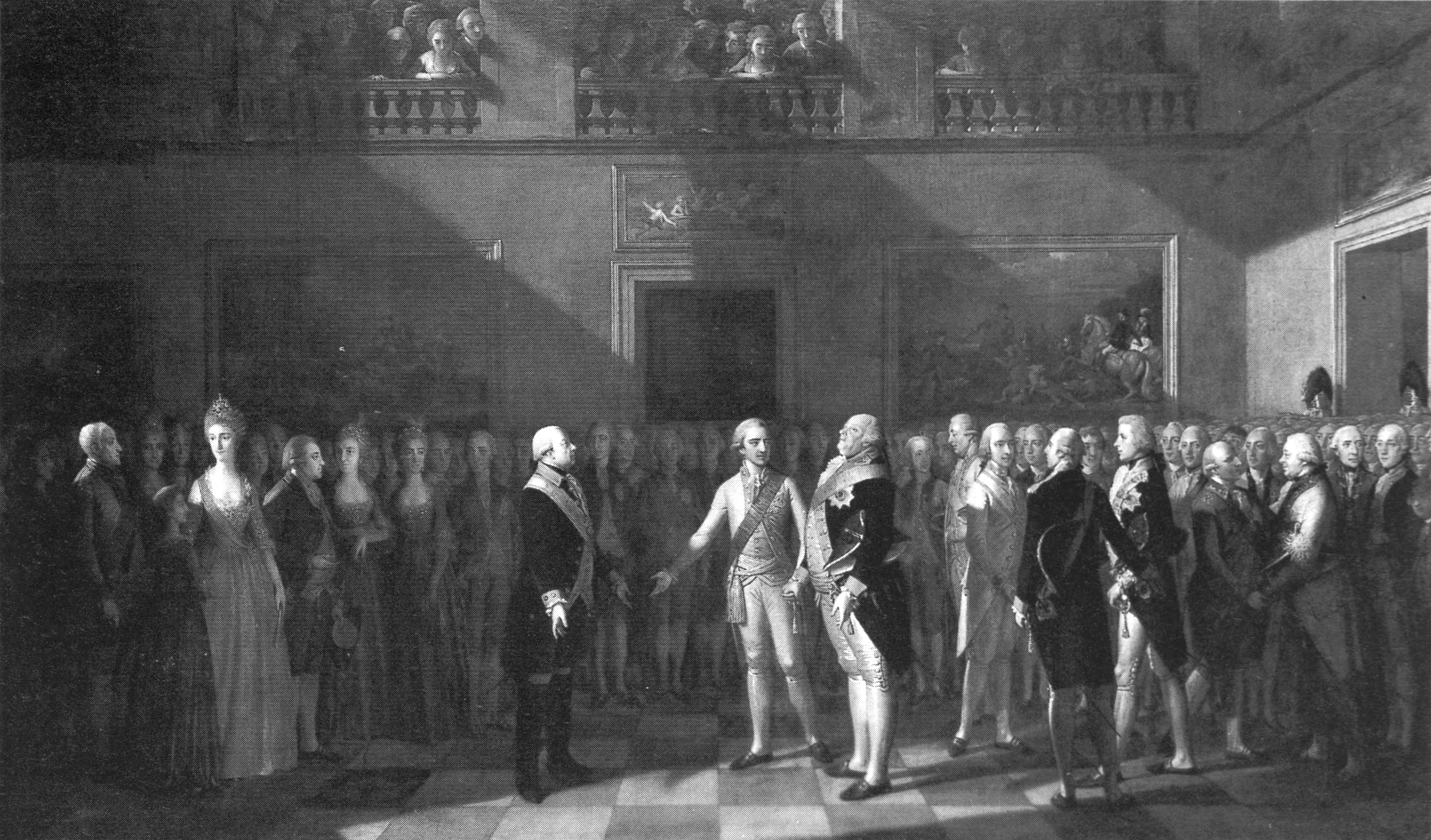
Spotkanie w Pillnitz w 1791, w centrum od lewej: Leopold II, Fryderyk August I, Fryderyk Wilhelm II. J.H. Schmidt, 1791

Deklaracja z Pillnitz – deklaracja ogłoszona w wyniku konferencji w Pillnitz w dniach 25–27 sierpnia 1791 skierowana przeciwko rewolucyjnej Francji.
Głównymi tematami konferencji była sprawa polska (uchwalenie Konstytucji 3 maja) i zakończenie wojny Austrii z Turcją. W spotkaniu wzięli udział cesarz Leopold II i król Prus Fryderyk Wilhelm II. W kilku naradach uczestniczył także brat króla Francji hrabia Artois (późniejszy król Karol X). Natomiast gospodarz spotkania elektor saski Fryderyk August I nie brał w nich udziału.
Pod wpływem francuskich emigrantów niedługo przed zakończeniem obrad, 27 sierpnia 1791, uczestnicy konferencji przyjęli dokument mówiący o pomocy królowi Francji w przywróceniu mu pełnej władzy. We Francji odczytano go jako deklarację wojny, która wybuchła w następnym roku. Z tego powodu Napoleon I, który swoją karierę zawdzięczał wojnom, odwiedzając Pillnitz powiedział: Tu się narodziłem.